# Матскі 4
Матскі 4 (англ. Matsqui 4) — індіанська резервація в Канаді, у провінції Британська Колумбія, у межах регіонального округу Метро-Ванкувер.

## Населення
За даними перепису 2016 року, індіанська резервація нараховувала 471 особу, показавши скорочення на 5,4%, порівняно з 2011-м роком. Середня густина населення становила 1 680,9 осіб/км².
З офіційних мов обидвома одночасно володіли 15 жителів, тільки англійською — 455. Усього 20 осіб вважали рідною мовою не одну з офіційних, з них 5 — українську.
Працездатне населення становило 20,4% усього населення, усі були зайняті.
Середній дохід на особу становив $36 604 (медіана $23 904), при цьому для чоловіків — $45 405, а для жінок $29 542 (медіани — $27 648 та $22 123 відповідно).
41,9% мешканців мали закінчену шкільну освіту, не мали закінченої шкільної освіти — 19,4%, 38,7% мали післяшкільну освіту, з яких 11,1% мали диплом бакалавра, або вищий.
| Статево-вікова структура населення | Статево-вікова структура населення | Статево-вікова структура населення | Статево-вікова структура населення | Статево-вікова структура населення |
| ---------------------------------- | ---------------------------------- | ---------------------------------- | ---------------------------------- | ---------------------------------- |
|                                    |                                    |                                    |                                    |                                    |
| Всього                             | Всього                             | 44,7%55,3%                         |                                    |                                    |
| 0 — 14 років                       | 0 — 14 років                       |                                    | 1,1%                               | 1,1%                               |
| 15 — 64 років                      | 15 — 64 років                      |                                    | 14,7%                              | 14,7%                              |
| 65 і більше                        | 65 і більше                        |                                    | 84,2%                              | 84,2%                              |
| 85 і більше                        | 85 і більше                        |                                    | 10,5%                              | 10,5%                              |
| Середній вік (років)               | Середній вік (років)               | 73,070,3                           | 71,5                               | 71,5                               |
| Медіана (років)                    | Медіана (років)                    | 72,871,4                           | 72,3                               | 72,3                               |
| — чоловіки — жінки                 |                                    |                                    |                                    |                                    |

| Походження мешканців:     | Походження мешканців:     | Походження мешканців: | Походження мешканців: | Походження мешканців: |
| ------------------------- | ------------------------- | --------------------- | --------------------- | --------------------- |
| Походження                |                           |                       | осіб                  | %                     |
| Корінні американці        | Корінні американці        |                       | 25                    | 5.32%                 |
| Інше північноамериканське | Інше північноамериканське |                       | 125                   | 26.6%                 |
| Європейське               | Європейське               |                       | 405                   | 86.17%                |
| британське                | британське                |                       | 300                   | 63.83%                |
| французьке                | французьке                |                       | 45                    | 9.57%                 |
| українське                | українське                |                       | 10                    | 2.13%                 |

## Клімат
Середня річна температура становить 10,3°C, середня максимальна – 21,5°C, а середня мінімальна – -2,7°C. Середня річна кількість опадів – 1 392 мм.
| Клімат поселення                              | Клімат поселення | Клімат поселення | Клімат поселення | Клімат поселення | Клімат поселення | Клімат поселення | Клімат поселення | Клімат поселення | Клімат поселення | Клімат поселення | Клімат поселення | Клімат поселення | Клімат поселення |
| Показник                                      | Січ.             | Лют.             | Бер.             | Квіт.            | Трав.            | Черв.            | Лип.             | Серп.            | Вер.             | Жовт.            | Лист.            | Груд.            |                  |
| Середній максимум, °C                         | 8,62             | 10,44            | 12,60            | 15,12            | 18,44            | 21,30            | 21,09            | 21,54            | 18,51            | 13,78            | 9,64             | 6,50             |                  |
| Середня температура, °C                       | 2,94             | 4,76             | 6,90             | 9,44             | 12,77            | 15,61            | 17,65            | 18,12            | 15,08            | 10,36            | 6,21             | 3,07             |                  |
| Середній мінімум, °C                          | −2,72            | −0,91            | 1,25             | 3,78             | 7,10             | 9,92             | 14,23            | 14,70            | 11,69            | 6,92             | 2,78             | −0,37            |                  |
| Норма опадів, мм                              | 177              | 133              | 122              | 112              | 89               | 72               | 50               | 49               | 70               | 129              | 205              | 184              |                  |
| Середньомісячна швидкість вітру, м/с          | 2.70             | 2.59             | 2.78             | 2.70             | 2.60             | 2.63             | 2.56             | 2.30             | 2.00             | 2.13             | 2.61             | 2.67             |                  |
| Середньомісячна сонячна радіація, кДж/м²·день | 3245             | 6220             | 9933             | 14897            | 18528            | 19980            | 21364            | 18309            | 13173            | 7089             | 3621             | 2536             |                  |
| --------------------------------------------- | ---------------- | ---------------- | ---------------- | ---------------- | ---------------- | ---------------- | ---------------- | ---------------- | ---------------- | ---------------- | ---------------- | ---------------- | ---------------- |
| Джерело:                                      |                  |                  |                  |                  |                  |                  |                  |                  |                  |                  |                  |                  |                  |